# منطقه غرب علیا
استان غرب علیا (به لاتین: Upper West Region) یک استان در غنا است که در شمالغربی این کشور واقع شده‌است.

## خصوصیات
استان غرب علیا ۱۸٬۴۷۶ کیلومترمربع مساحت و ۷۰۲٬۱۱۰ نفر جمعیت دارد.